# U-257
U-257 — средняя немецкая подводная лодка типа VIIC времён Второй мировой войны.

## История
Заказ на постройку субмарины был отдан 23 декабря 1939 года. Лодка была заложена 22 февраля 1941 года на верфи Бремен-Вулкан под строительным номером 22, спущена на воду 19 ноября 1941 года. Лодка вошла в строй 14 января 1942 года под командованием оберлейтенанта Хайнца Рахе.

### Флотилии
- 14 января — 30 сентября 1942 года — 5-я флотилия (учебная)
- 1 октября 1942 года — 24 февраля 1944 года — 3-я флотилия

### История службы
Лодка совершила 6 боевых походов. Успехов не достигла. Потоплена 24 февраля 1944 года в Северной атлантике, примерные координаты 47°19′ с. ш. 26°00′ з. д., глубинными бомбами с канадского фрегата HMCS Waskesiu и британского фрегата HMS Nene. 30 человек погибли, 19 членов экипажа спаслись.
По свидетельствам экипажа HMCS Waskesiu, оба фрегата обнаружили контакт при помощи гидролокаторов, но британский фрегат участвовал только в спасении выживших немецких моряков, тогда как именно с канадского фрегата были сброшены бомбы, уничтожившие лодку.

### Волчьи стаи
U-257 входила в состав следующих «волчьих стай»:
- Luchs 1 — 7 октября 1942
- Falke 31 декабря 1942 года — 22 января 1943
- Landknecht 22 — 28 января 1943
- Seewolf 25 — 30 марта 1943
- Adler 7 — 12 апреля 1943
- Meise 20 — 27 апреля 1943

### Атаки на лодку
- 5 октября 1942 года при преследовании конвоя HX-209 U-257 была атакована самолётом, сбросившим 6 глубинных бомб. Для исправления полученных повреждений пришлось возвращаться на базу.
- 14 июня 1943 года группа из трёх выходящих в море лодок, U-257, U-600 и U-615, трижды подвергались атакам с самолётов.